# Bora, Ialomița
Bora este o localitate componentă a municipiului Slobozia din județul Ialomița, Muntenia, România.